# Cratichneumon insolitus
Cratichneumon insolitus är en stekelart som först beskrevs av Walker 1874.  Cratichneumon insolitus ingår i släktet Cratichneumon och familjen brokparasitsteklar. Inga underarter finns listade i Catalogue of Life.